# Георгіос Атанасіадіс-Новас
Гео́ргіос Атанасіа́діс-Но́вас (грец. Γεώργιος Αθανασιάδης-Νόβας; 9 лютого 1893 — 10 серпня 1987) — грецький правник і політик, прем'єр-міністр Греції.

## Життєпис
Народився в Навпакті, здобув юридичну освіту в Афінському університеті. 1926 року був вперше обраний до грецького Парламенту від рідної префектури Етолія і Акарнанія, переобирався до 1964.
1945 року отримав пост міністра внутрішніх справ, 1950 — міністра освіти, а 1951 року — міністра промисловості.
1961, однак, був одним із багатьох консерваторів, хто приєднався до Центрального союзу, який виступав проти корупції правих урядів того часу. 1964 року, після приходу Центрального союзу до влади, Новас став головою Парламенту.
15 липня 1965 року король Костянтин доручив йому сформувати новий уряд. Втім, його кабінет існував недовго та вийшов у відставку через вотум недовіри, винесений Парламентом.
У липні 1974 став одним з політиків, хто повалив так званий режим полковників та поставив на чолі уряду Константіноса Караманліса.
Новас також був літератором, писав вірші та прозу. Літературні критики не вбачають у його працях значної цінності.
Помер 1987 року в Афінах, у віці 94.